# Coloring Book
Coloring Book – czwarty minialbum południowokoreańskiej grupy Oh My Girl, wydany 3 kwietnia 2017 roku przez wytwórnię WM Entertainment i dystrybuowany przez LOEN Entertainment. Płytę promował singel „Coloring Book” (kor. 컬러링북 (Coloring Book)). Sprzedał się w nakładzie 29 736 egzemplarzy w Korei Południowej (stan na czerwiec 2017 r.).

## Lista utworów
| Nr | Tytuł                                           | Słowa                     | Kompozycja                                                                                     | Aranżacja                                               | Czas |
| -- | ----------------------------------------------- | ------------------------- | ---------------------------------------------------------------------------------------------- | ------------------------------------------------------- | ---- |
| 1. | "Coloring Book" (kor. 컬러링북 (Coloring Book)) | So Jung-ah                | David Anthony, Valeria Del Prete, 72                                                           | David Anthony                                           | 3:05 |
| 2. | "Real World"                                    | Seo Ji-eum, Mayu Wakisaka | Sean Alexander, Mayu Wakisaka                                                                  | Avenue 52                                               | 3:20 |
| 3. | "Agit"                                          | Seo Ji-eum                | Darren Smith, Andreas Öberg, Michele Angel Wylen, Sean Alexander                               | Darren "Baby Dee Beats" Smith, Andreas Öberg, Avenue 52 | 2:58 |
| 4. | "In My Dreams"                                  | eMpty                     | Darren Smith, Andreas Öberg, Bo Riley, Sean Alexander                                          | Darren "Baby Dee Beats" Smith, Andreas Öberg, Avenue 52 | 3:28 |
| 5. | "Perfect Day"                                   | MaFly KeyFly              | Andreas Öberg, Svante Halldin, Jakob Hazell, Hugo Bjork, Michael Lerios, Demitri Lerios, SYMON | SeventyEight, Hugo Bjork                                | 2:57 |

## Notowania
| Lista                    | Pozycja |
| ------------------------ | ------- |
| Gaon Weekly Album Chart  | 3       |
| Gaon Monthly Album Chart | 11      |
| Five Music (Tajwan)      | 11      |